# Loligo gahi
Loligo gahi är en bläckfiskart som beskrevs av D'Orbigny 1835 in 1834-1847. Loligo gahi ingår i släktet Loligo och familjen kalmarer. Inga underarter finns listade i Catalogue of Life.